# Lycaste bruncana
Lycaste bruncana är en orkidéart som beskrevs av Bogarín. Lycaste bruncana ingår i släktet Lycaste och familjen orkidéer.
Artens utbredningsområde är Costa Rica. Inga underarter finns listade i Catalogue of Life.